# Tchoupréné (obchtina)
La commune de Tchoupréné (en bulgare Община Чупрене - Obchtina Tchoupréné) est située dans le nord-ouest de la Bulgarie.

## Géographie
La commune de Tchoupréné est située dans le nord-ouest de la Bulgarie, le long de la frontière avec la Serbie et à 150 km au nord-nord-ouest de la capitale Sofia. 
Son chef lieu est la ville de Tchoupréné et elle fait partie de la région administrative de Vidin.
| 1975  | 1985  | 1992  | 2001  | 2005  | 2010  |
| ----- | ----- | ----- | ----- | ----- | ----- |
| 5 612 | 4 439 | 3 778 | 3 004 | 2 580 | 2 220 |

,,

## Administration

### Structure administrative
La commune compte 9 villages :
- village de Bostanité
- village de Dolni Lom
- village de Gorni Lom
- village de Protopopintsi
- village de Réplyana
- village de Srédogriv
- village de Targovichté
- village de Tchoupréné
- village de Varbovo

## Galerie

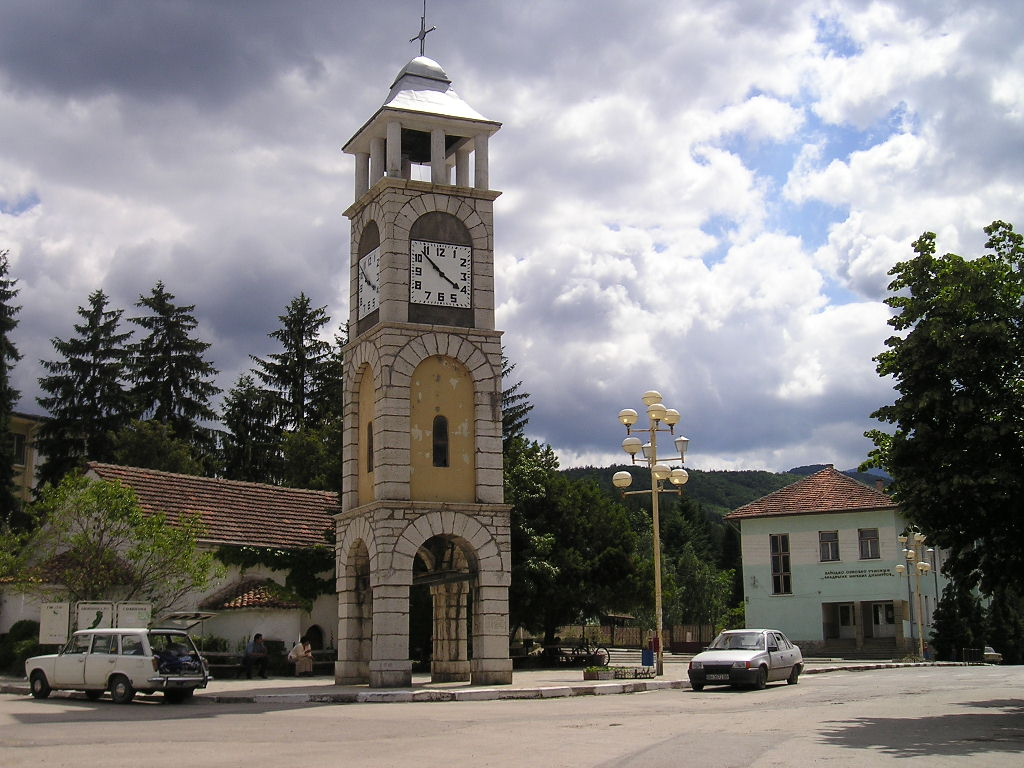
La place de l'horloge à Tchoupréné
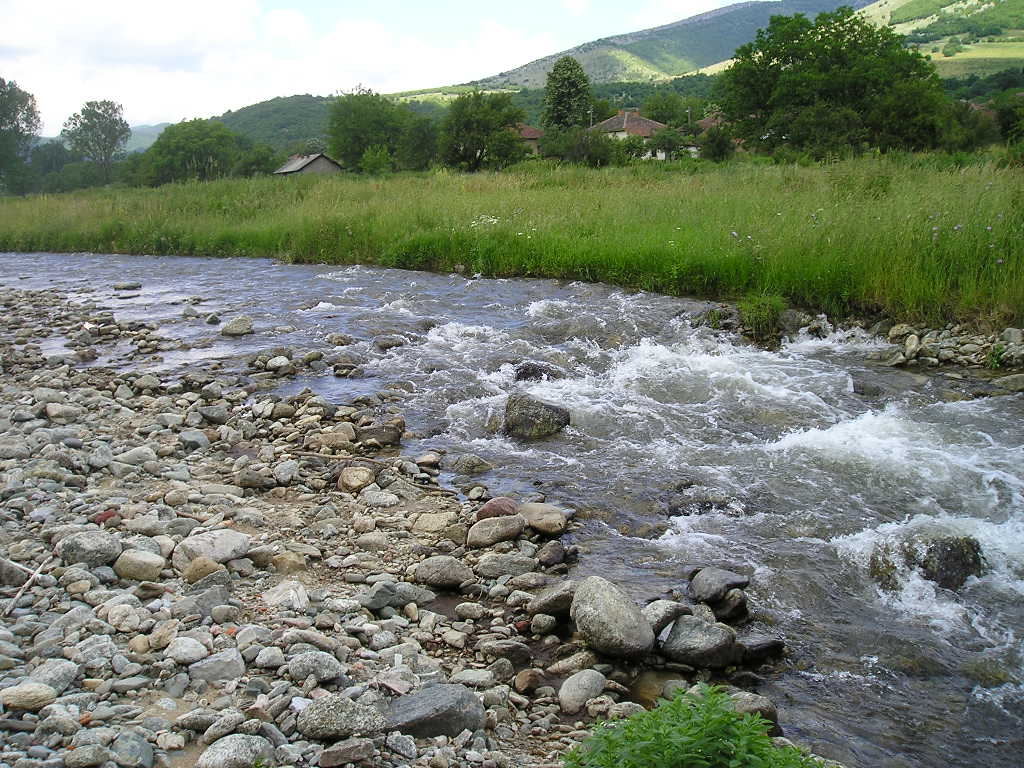
La rivière de Tchoupréné
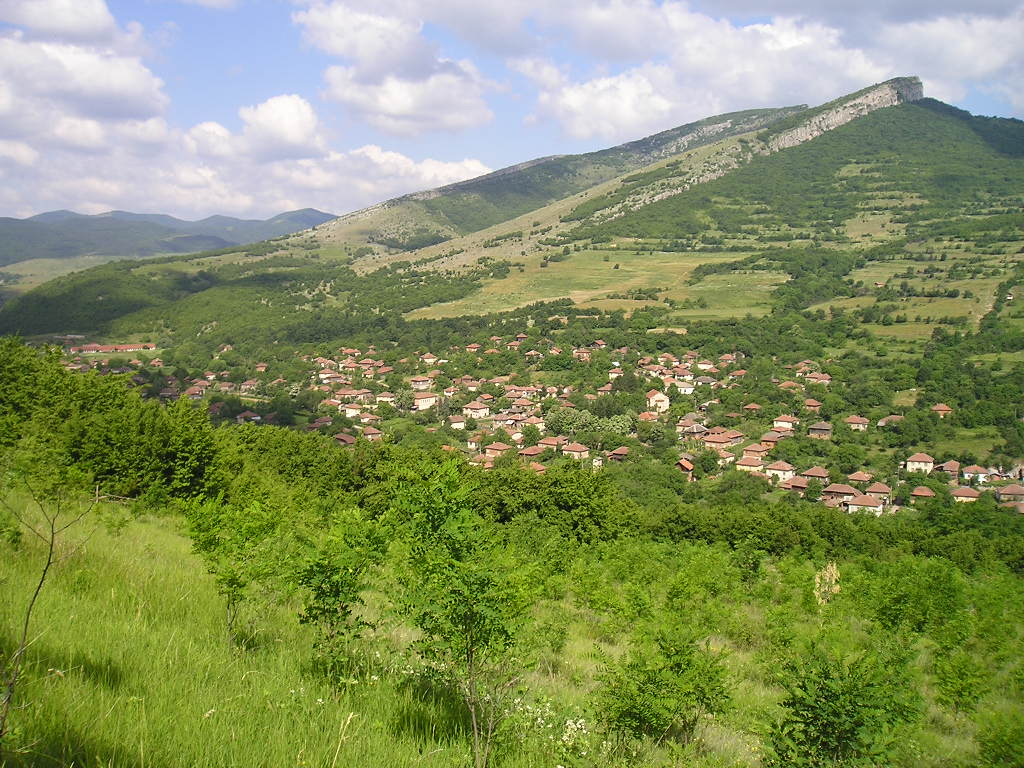
Vue de Targovichté
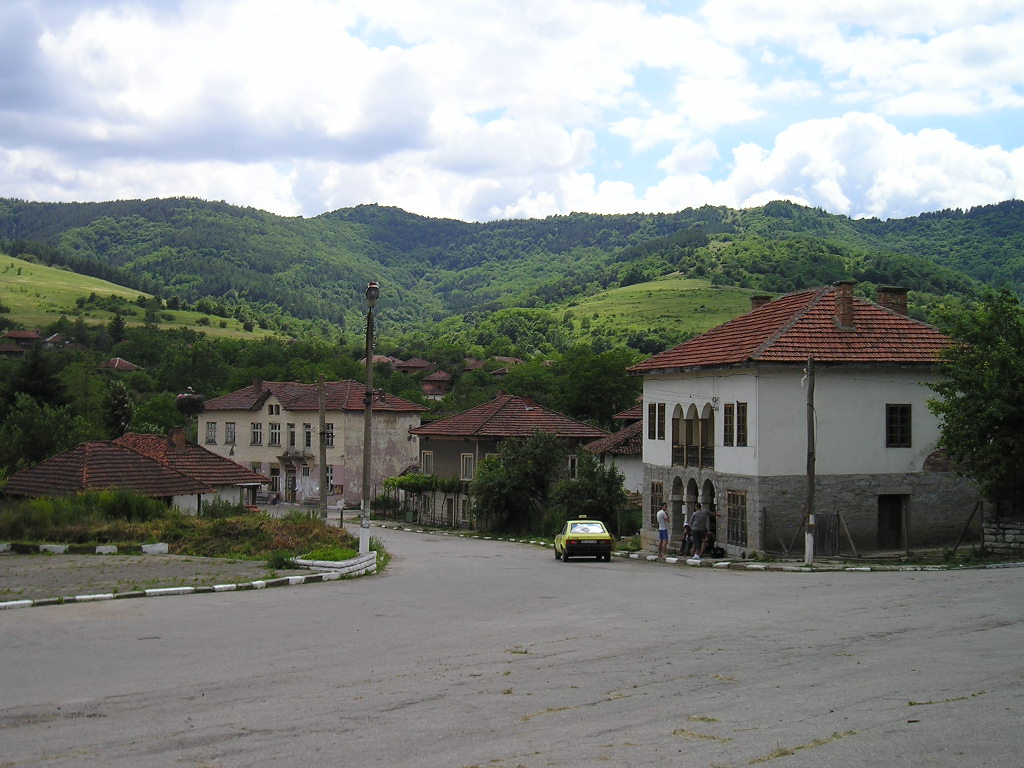
Le centre de Varbovo